# Șura Mare
Șura Mare is een Roemeense gemeente in het district Sibiu.
Șura Mare telt 3616 inwoners.